# Az Újpest FC 2010–2011-es szezonja
Ez a szócikk az Újpest FC NB I-es csapatának 2010–2011-es szezonjának eredményeit tartalmazza, mely sorozatban a 99., összességében pedig a 105. idénye a csapatnak a magyar első osztályban. A klub fennállásának ekkor volt a 125. évfordulója. A szezon első edzésére június 24-én került sor Mészöly Géza vezetésével a Szusza Ferenc Stadionban. Szeptember 11-én az Ferencváros ellen aratott győzelem után Kovács Zoltán sportigazgató bejelentette, hogy a korábban 8:3-as címet viselő stadionlap 6:0-s címen fog megjelenni

## Átigazolások
Nyári átigazolási időszak
| #  |              | Poszt | Név                                                |
| -- | ------------ | ----- | -------------------------------------------------- |
| 3  | Magyarország | V     | Rubus Tamás (az Békéscsabától)                     |
| 5  | Horvátország | KP    | Marin Matoš (az Red Bull Salzburgtól)              |
| 7  | Magyarország | KP    | Simon Krisztián (az Újpest FC "B"-től)             |
| 9  | Magyarország | CS    | Sitku Illés (a Videotontól, kölcsönbe)             |
| 10 | Magyarország | CS    | Tisza Tibor (a Royal Antwerptől kölcsönből vissza) |
| 13 | Magyarország | KP    | Böőr Zoltán (a Nyíregyháza Spartacustól)           |
| 14 | Szerbia      | KP    | Nikola Mitrović (az Napredak Kruševactól)          |
| 19 | Magyarország | KP    | Balogh Balázs (a Leccetől)                         |
| 20 | Magyarország | V     | Banai Balázs (az Újpest FC "B"-től)                |
| 22 | Magyarország | KP    | Egerszegi Tamás (az Újpest FC "B"-től)             |
| 28 | Brazília     | KP    | Jucemar (a EC Pelotastól, kölcsönből vissza)       |
| 34 | Magyarország | KP    | Tajthy Tamás (az Újpest FC "B"-től)                |

| #  |              | Poszt | Név                                                |
| -- | ------------ | ----- | -------------------------------------------------- |
| 3  | Magyarország | V     | Rubus Tamás (az Békéscsabától)                     |
| 5  | Horvátország | KP    | Marin Matoš (az Red Bull Salzburgtól)              |
| 7  | Magyarország | KP    | Simon Krisztián (az Újpest FC "B"-től)             |
| 9  | Magyarország | CS    | Sitku Illés (a Videotontól, kölcsönbe)             |
| 10 | Magyarország | CS    | Tisza Tibor (a Royal Antwerptől kölcsönből vissza) |
| 13 | Magyarország | KP    | Böőr Zoltán (a Nyíregyháza Spartacustól)           |
| 14 | Szerbia      | KP    | Nikola Mitrović (az Napredak Kruševactól)          |
| 19 | Magyarország | KP    | Balogh Balázs (a Leccetől)                         |
| 20 | Magyarország | V     | Banai Balázs (az Újpest FC "B"-től)                |
| 22 | Magyarország | KP    | Egerszegi Tamás (az Újpest FC "B"-től)             |
| 28 | Brazília     | KP    | Jucemar (a EC Pelotastól, kölcsönből vissza)       |
| 34 | Magyarország | KP    | Tajthy Tamás (az Újpest FC "B"-től)                |

| #  |                           | Poszt | Név                                                   |
| -- | ------------------------- | ----- | ----------------------------------------------------- |
| 5  | Szerbia                   | KP    | Dušan Vasiljević (a Videotonhoz)                      |
| 14 | Magyarország              | CS    | Varga Roland (a Brescia Calcióhoz, kölcsönből vissza) |
| 16 | Magyarország              | KP    | Demjén Gábor (a Videotonhoz, kölcsönből vissza)       |
| 17 | Magyarország              | KP    | Tóth Norbert (a Lombard Pápához)                      |
| 18 | Kongói Köztársaság        | KP    | Francis Litsingi (a Kecskeméthez, végleg)             |
| 19 | Magyarország              | V     | Vaskó Tamás (a Videoton-hoz)                          |
| 20 | Közép-afrikai Köztársaság | KP    | Foxi Kéthévoama (a KTE Erecohoz)                      |
| 21 | Magyarország              | V     | Korcsmár Zsolt (az SK Brannhoz, kölcsönbe)            |
| 22 | Magyarország              | CS    | Kabát Péter (a Debrecenhez)                           |
| ## | Magyarország              | KP    | Remili Mohamed (a Szolnokhoz, kölcsönbe)              |

| #  |                           | Poszt | Név                                                   |
| -- | ------------------------- | ----- | ----------------------------------------------------- |
| 5  | Szerbia                   | KP    | Dušan Vasiljević (a Videotonhoz)                      |
| 14 | Magyarország              | CS    | Varga Roland (a Brescia Calcióhoz, kölcsönből vissza) |
| 16 | Magyarország              | KP    | Demjén Gábor (a Videotonhoz, kölcsönből vissza)       |
| 17 | Magyarország              | KP    | Tóth Norbert (a Lombard Pápához)                      |
| 18 | Kongói Köztársaság        | KP    | Francis Litsingi (a Kecskeméthez, végleg)             |
| 19 | Magyarország              | V     | Vaskó Tamás (a Videoton-hoz)                          |
| 20 | Közép-afrikai Köztársaság | KP    | Foxi Kéthévoama (a KTE Erecohoz)                      |
| 21 | Magyarország              | V     | Korcsmár Zsolt (az SK Brannhoz, kölcsönbe)            |
| 22 | Magyarország              | CS    | Kabát Péter (a Debrecenhez)                           |
| ## | Magyarország              | KP    | Remili Mohamed (a Szolnokhoz, kölcsönbe)              |

## Mérkőzések
| Színmagyarázat | Színmagyarázat |
| -------------- | -------------- |
|                | Győzelem.      |
|                | Döntetlen.     |
|                | Vereség.       |

### Felkészülési mérkőzések
| 2010. július 3. 16:30 |

| KFC Komarno              | 3 – 5 | Újpest                    |
| ------------------------ | ----- | ------------------------- |
| Mészáros Boros Antonovic |       | Tisza Rajczi Tisza Rajczi |

| KFC Stadion, Komárom Nézőszám: 500 Játékvezető: Simon P. (magyar) |

Újpest: Balajcza – Szokol, Dvorschák (Kiss Z., 46.), Vaskó, Pollák (Dvorschák, 65.) – Simek (Simon K., 53.), Matos (Egerszegi, 24.), Jucemar (Barczi, 60.), Barczi (Kovács D., 46.) – Tisza, Rajczi
| 2010. július 6. 16:00 |

| Újpest    | 1 – 3 | Hapóél Tel-Aviv             |
| --------- | ----- | --------------------------- |
| Egerszegi |       | Ben Dayan Schechter Shivhon |

| Enzesfeld-Lindabrunn Nézőszám: 100 |

Újpest:
- I. félidő:  Balajcza – Szokol, Vaskó, Takács, Pollák – Simek, Korcsmár, Jucemar, Barczi – Tisza, Rajczi
- II: félidő Horváth T. – Kiss Z., Dvorschák, Rubus, Pollák (Szokol, 70.) – Simon K., Petrovics, Egerszegi, Kovács D. – Szpaszojevics, Radunovics

| 2010. július 9. 18:00 |

| SV Mattersburg | 0 – 0   | Újpest |
| -------------- | ------- | ------ |
|                | (0 – 0) |        |

| Ödenburger Straße 14., Deutschkreutz Nézőszám: 400 |

Újpest: Balajcza (Horváth T., 46.) – Szokol (Kovács D., 46.), Vaskó (Dvosrcshák, 60.), Rubus, Kiss Z. – Szpaszojevics (Petrovics, 72.), Jucemar (Mitrovics), Korcsmár (Egerszegi, 46.), Remili – Tisza, Radunovics (Barczi, 60.)
| 2010. július 10. 17:00 |

| Újpest | 0 – 3 | Lokomotiv Zágráb        |
| ------ | ----- | ----------------------- |
|        |       | Pivaric Konopek Konopek |

| Bükfürdő Nézőszám: 300 |

Újpest: Esterházy (Bozsó, 46.) – Szokol, Dvorschák, Kiss Z., Pollák – Radunovics (Rubus, 83.), Korcsmár (Petrovics, 70.), Mitrovics (Egerszegi, 62.), Barczi (Kovács D., 46.) – Rajczi, Szpaszojevics
| 2010. július 15. 17:45 |

| BKV Előre | 1 – 5 | Újpest                           |
| --------- | ----- | -------------------------------- |
| Varga     |       | Sitku Tisza Korcsmár Sitku Frank |

| Globall Football Park & Sporthotel, Telki Nézőszám: 0 |

Újpest:
- I. félidő: Balajcza – Szokol, Rubus, Takács, Kovács – Korcsmár, Mitrovics, Simek, Tisza, Sitku - Rajczi
- II. félidő: Horváth T. – Privigyei, Dvorschák, Litauszki, Szalai – Egerszegi, Tajthy – Magos (Bognár, 73.), Popovics, Piller – Frank

| 2010. július 17. 10:00 |

| Videoton               | 5 – 3 | Újpest             |
| ---------------------- | ----- | ------------------ |
| Szakály Lencse Vujović |       | Simek Rajczi Sitku |

| Puskás Ferenc Akadémia, Felcsút Nézőszám: 300 |

Újpest: Balajcza – Szokol, Vermes, Takács, Kovács D. – Mitrovics (Bognár I.. 50.), Egreszegi – Simek, Tisza, Sitku – Rajczi
| 2010. július 17. 18:00 |

| Újpest | 1 – 2 | Makkabi Netánjá |
| ------ | ----- | --------------- |
| Frank  |       | Sabbah Ezra     |

| Globall Football Park & Sporthotel, Telki |

Újpest:  Horváth T. – Privigyei, Dvorschák, Kiss (Lázár, 45.), Szalai (Banai, 40.) – Rubus, Litauszki – Magos (Bognár, 60.), Popovics, Piller – Frank (Szabó, 60.)
| 2010. július 20. 18:00 |

| Maccabi Petah Tikva | 2 – 1 | Újpest |
| ------------------- | ----- | ------ |
| Damari Damari       |       | Tisza  |

| Lanzenkirchen |

Újpest: Balajcza – Szokol, Vermes, Takács (Dvorschák, 70.), Kovács D. (Takács, 85.) – Mitrovics, Egerszegi (Tajthy, 62.) – Simek (Simon K., 46.), Tisza, Sitku – Rajczi (Frank, 72.)
| 2010. július 22. 18:00 |

| Újpest           | 2 – 1 | Polónia Varsó |
| ---------------- | ----- | ------------- |
| Pejaković Rajczi |       | Gołębiewski   |

| Bükfürdő Nézőszám: 300 |

Újpest: Horváth T. – Privigyei, Dvorschák, Rubus, Kiss Z. (Egerszegi, 46.) – Tajthy (Mitrovics, 46.), Bognár, Banai (Takács, 70-) – Simon K. (Simek, 46., helyette Sitku, 68.), Frank (Rajczi, 46.), Barczi (Pejakovics, 46.)
| 2010. szeptember 3. 17:00 |

| Szekszárd | 0 – 2 | Újpest       |
| --------- | ----- | ------------ |
|           |       | Tisza Rajczi |

| Szekszárd Nézőszám: 600 |

Újpest: Balajcza (Esterházy, 46.) – Kiss Z., Takács Z., Pollák, Kovács D. (Egerszegi, 76.) – Simon, Mitrovics (Jucemar, 46.), Matos, Böőr – Tisza, Rajczi (Urbányi, 62.)

### Jótékonysági mérkőzések
| 2010. július 25. 15:00 |

| Bakonycsernye | 0 – 5 | Újpest                        |
| ------------- | ----- | ----------------------------- |
|               |       | Simek Frank Szabó Simek Szabó |

| Bakonycsernye Nézőszám: 500 Játékvezető: Arany Tamás (magyar) |

Újpest: Horváth T. (Bozsó, 46.) – Privigyei, Rubus, Vermes, Takács (Szalai, 46.) – Litauszki, Banai – Simek P., Bognár, Frank – Sitku (Szabó, 46.)
| 2010. szeptember 8. 17:00 |

| Mátyásföld | 1 – 6 | Újpest                             |
| ---------- | ----- | ---------------------------------- |
| Nagy       |       | Szabó Kovács Urbányi Szabó Jucemar |

| MLTC-sporttelep, Budapest Nézőszám: 300 |

Újpest: Esterházy – Kiss Z., Privigyei (Tóvízi, 32.), Rubus, Kovács D. – Jucemar, Tajthy (Urbányi, 46.) – Balogh B., Bognár, Matos – Szabó B.
| 2010. október 8. 16:00 |

| Tevel                | 1 – 7 | Újpest                                                                               |
| -------------------- | ----- | ------------------------------------------------------------------------------------ |
| Hegyi 67' (11-esből) |       | 10' Rajczi 12' (11-esből) Tisza 29' Rajczi 37' Rajczi 52' Tisza 55' Simek 75' Rajczi |

| Tevel Nézőszám: 900 Játékvezető: Arany Tamás (magyar) |

Újpest: Balajcza (Bozsó, 46.) – Kiss Z., Rubus (Bognár, 46.), Pollák, Banai (Magos, 46.) – Simek, Matos, Mitrovics, Böőr (Barczi, 63.) – Tisza (Tajthy, 63.), Rajczi

### Monicomp Liga 2010–11

#### Őszi fordulók
| 1. forduló 2010. augusztus 1. 20:00 |

| Újpest     | 0 – 0               | Győri ETO                              |
| ---------- | ------------------- | -------------------------------------- |
| Tajthy 85' | (0 – 0) Jegyzőkönyv | Stanišić 63' Nicorec 72' Trajković 80' |

| Szusza Ferenc Stadion, Budapest Nézőszám: 4 725 Játékvezető: Kassai Viktor (magyar) |

Újpest: Balajcza – Szokol, Vermes, Takács, Pollák (Kiss Z., 79.) – Egerszegi (Tajthy, 59.), Mitrovics – Simek, Tisza, Simon – Sitku (Böőr, 81.)
Győr: Sztevanovics – Babic, Sztaniszics, Djordjevics, Szabó – Tokody (Ceolin, 71.), Pilibatis, Dinjar (Trajkovics, 72.), Koltai (Csetkovics, 62.) – Nicorec, Alekszidze
| 2. forduló 2010. augusztus 6. 19:00 |

| Kaposvári Rákóczi    | 0 – 1               | Újpest                                                            |
| -------------------- | ------------------- | ----------------------------------------------------------------- |
| Kulcsár 25' Zsók 35' | (0 – 0) Jegyzőkönyv | Grúz 46' (öngól) Egerszegi 11' Tisza 70′ Takács 90+1' Banai 90+3' |

| Rákóczi Stadion, Kaposvár Nézőszám: 2 000 Játékvezető: Berger József (magyar) |

Kaposvár: Kovács - Okuka, Zsók, Grúz - Gujics, Pedro (Zsolnai, 80.) - Pavlovics, Kulcsár (Szepessy, 69.), Dzsavad - Oláh, Balázs (Hegedűs, 64.)
Újpest: Balajcza - Szokol, Vermes, Takács, Pollák - Simek (Banai, 87.), Mitrovics (Rubus, 90.), Egerszegi (Böőr, 70.) Tajthy - Tisza, Rajczi
| 3. forduló 2010. augusztus 14. 20:00 |

| BFC Siófok                                          | 1 – 1               | Újpest                        |
| --------------------------------------------------- | ------------------- | ----------------------------- |
| Graszl 52' (11-esből) 90' Ludánszki 38' Délczeg 76' | (0 – 0) Jegyzőkönyv | Tajthy 86' Sitku 53' Kiss 86' |

| Révész Géza utcai stadion, Siófok Nézőszám: 4 000 Játékvezető: Fábián Mihály (magyar) |

Siófok: Molnár P. –  Graszl, Fehér Zs., Tusori, Novák A. – Kecskés (Roni, 69.), Kocsis, Ludánszki, Thiago – Délczeg (Tóth R., 78.), Sowunmi
Újpest: Balajcza – Szokol (Kiss Z., 61.), Vermes, Takács, Pollák – Simek, Egerszegi (Tajthy, 78.), Mitrovics, Simon K. – Sitku (Böőr, 73.), Rajczi
| 4. forduló 2010. augusztus 21. 20:00 |

| Újpest                                        | 2 – 2               | Vasas                             |
| --------------------------------------------- | ------------------- | --------------------------------- |
| Rajczi 13' Tisza 62' Egerszegi 17' Pollák 60' | (1 – 1) Jegyzőkönyv | Arnaut 45' Ferenczi 46' Bakos 67' |

| Szusza Ferenc Stadion, Budapest Nézőszám: 3 827 Játékvezető: Iványi Zoltán (magyar) |

Újpest: Balajcza – Szokol, Vermes, Takács, Pollák – Egerszegi (Tajthy, 66.), Mitrovics – Simek (Matos, 84.), Tisza, Sitku – Rajczi (Simon, 37.)
Vasas: Végh – Balog, Arnaut, Gáspár, Kovács – Bakos, Pavicsevics (Mileusznics, 24.) – Benounesz (Phantkhava, 78.) Lázok, Katona (Arszics, 67.) – Ferenczi
| 5. forduló 2010. augusztus 27. 19:00 |

| MTK Budapest     | 1 – 0               | Újpest |
| ---------------- | ------------------- | ------ |
| Tischler 89' 90' | (0 – 0) Jegyzőkönyv |        |

| Hidegkuti Nándor Stadion, Budapest Nézőszám: 1 800 Játékvezető: Kassai Viktor (magyar) |

MTK: Szatmári – Vukadinovics, Sütő (Kelemen, 46.), Szekeres, Vadnai – Könyves, Pátkai (Ladányi, 74.), Gál, Kanta (Nikházi, 83.) – Tischler, Pál A.
Újpest: Balajcza – Szokol, Vermes, Takács, Pollák – Simon K., Mitrovics, Egerszegi (Tajthy, 77.), Sitku (Balogh, 73.) – Tisza, Rajczi (Böőr, 82.)
| 6. forduló 2010. szeptember 11. 17:30 |

| Újpest                                                                        | 6 – 0               | Ferencváros         |
| ----------------------------------------------------------------------------- | ------------------- | ------------------- |
| Simon 28' Tisza 43' 90+3' Rajczi 56' 72' 56' Mitrović 61' Böőr 18' Takács 40' | (2 – 0) Jegyzőkönyv | Heinz 40′ Balog 43' |

| Szusza Ferenc Stadion, Budapest Nézőszám: 10 343 Játékvezető: Solymosi Péter (magyar) |

Újpest: Balajcza – Szokol (Kiss Z., 67.), Vermes, Takács, Pollák – Simon K. (Matos, 89.), Mitrovics, Egerszegi, Böőr (Simek, 65.) – Tisza, Rajczi
Ferencváros: Ranilovics – Balog Z., Csizmadia, Junior – Andrezinho (Sztanics, 59.), Maróti (Adriano, 85.), Józsi, Tóth B. (Kulcsár, 70.), Rósa – Schembri, Heinz
| 7. forduló 2010. szeptember 19. 17:30 |

| Debreceni VSC              | 1 – 1               | Újpest                 |
| -------------------------- | ------------------- | ---------------------- |
| Laczkó 75' 22' Komlósi 78' | (0 – 0) Jegyzőkönyv | Simek 73' Mitrović 15' |

| Oláh Gábor utcai stadion, Debrecen Nézőszám: 4 000 Játékvezető: Vad II. István (magyar) |

Debrecen: Malinauskas – Varga J., Komlósi, Fodor, Laczkó – Bódi (Dombi, 69.), Czvitkovics, Ramos, Szakály P. – Kabát, Yannick (Szilágyi, 74.)
Újpest: Balajcza – Szokol (Kiss Z., 42.) , Vermes, Takács Z., Pollák – Simon, Egerszegi, Mitrovics, Böőr (Simek, 46.) – Tisza, Rajczi (Matos, 52.)
| 8. forduló 2010. szeptember 24. 19:00 |

| Újpest       | 1 – 0               | Szolnoki MÁV |
| ------------ | ------------------- | ------------ |
| Balogh 90+2' | (0 – 0) Jegyzőkönyv |              |

| Szusza Ferenc Stadion, Budapest Nézőszám: zárt kapuk Játékvezető: Kovács J. Zoltán (magyar) |

Újpest: Balajcza – Kiss Z., Vermes, Takács Z., Pollák – Simek (Balogh B., 77.), Mitrovics, Egerszegi (Kovács D., 60.), Simon – Tisza, Rajczi (Matos, 60.)
Szolnok: Tarczy – Schindler, Sztanisics, Pető Z., Hevesi-Tóth – Vörös, Mile (Balogh P., 77.), Búrány (Antal, 69.), Koós – Remili, Pisanjuk (Alex, 74.)
| 9. forduló 2010. október 2. 15:00 |

| Zalaegerszegi TE                               | 2 – 1               | Újpest                              |
| ---------------------------------------------- | ------------------- | ----------------------------------- |
| Pavićević 8' Rajcomar 57' Máté 37' Vlaszák 86' | (1 – 0) Jegyzőkönyv | Rajczi 87' (11-esből) 36' Matoš 50' |

| ZTE Aréna, Zalaegerszeg Nézőszám: 4 115 Játékvezető: Fábián Mihály (magyar) |

ZTE: Vlaszák – Kovács G. (Kocsárdi, 46.), Bogunovics, Varga R., Panikvar – Szalai (Horváth A., 82.), Máté, Kamber, Illés – Rajcomar, Pavicsevics (Simon A., 15.)
Újpest: Balajcza – Szokol, Vermes, Takács Z., Pollák – Simek (Balogh B., 60.), Matos (Egerszegi, 60.), Mitrovics, Simon K. – Tisza, Rajczi
| 10. forduló 2010. október 15. 19:00 |

| Újpest                                                             | 3 – 1               | Haladás                            |
| ------------------------------------------------------------------ | ------------------- | ---------------------------------- |
| Tisza 51' Rajczi 72' Barczi 75' Mitrović 39' Szokol 45' Takács 71' | (0 – 0) Jegyzőkönyv | Lattenstein 81' Irhás 11' Tóth 89' |

| Szusza Ferenc Stadion, Budapest Nézőszám: 3 557 Játékvezető: Veizer Roland (magyar) |

Újpest:  Balajcza – Szokol, Vermes, Takács Z., Pollák – Simek (Barczi, 70.), Egerszegi (Matos, 77.), Mitrovics, Simon K. – Tisza (Böőr, 83.), Rajczi
Szombathely: Rózsa – Schimmer, Guzmics, Lengyel, Tóth P. – Irhás, Molnár B (Rajos, 61.)., Simon Á. – Nagy G. (Lattenstein, 61.), Oross (Fodrek, 68.), Sipos
| 11. forduló 2010. október 23. 17:30 |

| Lombard Pápa                                                  | 3 – 1               | Újpest                          |
| ------------------------------------------------------------- | ------------------- | ------------------------------- |
| Vermes 4' (öngól) Marić 69' Heffler 81' Šupić 43' Gyömbér 75' | (1 – 0) Jegyzőkönyv | Tisza 72' Takács 77' Barczi 84' |

| Perutz Stadion, Pápa Nézőszám: 2 500 Játékvezető: Kassai Viktor (magyar) |

Pápa: Szűcs L. – Takács P., Supics, Farkas A., Németh – Gyömbér, Heffler (Tóth G., 82.), Bárányos (Tóth N., 88.) – Abwo, Marics, Rebryk (Quintero, 75.)
Újpest: Balajcza – Szokol, Vermes, Takács Z., Pollák – Simek, Mitrovics, Egerszegi (Böőr, 46.), Simon (Barczi, 61.) – Rajczi (Matos, 65.), Tisza
| 12. forduló 2010. október 31. 17:30 |

| Újpest                          | 2 – 3               | Paksi FC                                        |
| ------------------------------- | ------------------- | ----------------------------------------------- |
| Tisza 44' Böőr 50' Mitrović 68' | (1 – 2) Jegyzőkönyv | Éger 16' Böde 32' Bartha 60' Csehi 27' Kiss 70' |

| Szusza Ferenc Stadion, Budapest Nézőszám: 2 849 Játékvezető: Miquel Alvaro Garcia (chilei) |

| 13. forduló 2010. november 6. 15:00 |

| Kecskeméti TE                                                                   | 4 – 3               | Újpest                                                          |
| ------------------------------------------------------------------------------- | ------------------- | --------------------------------------------------------------- |
| Kéthévoama 9' Alempijević 48' 49' Tököli 67' Čukić 80' Gyagya 75' Ribánszki 84' | (1 – 1) Jegyzőkönyv | Böőr 39' Rajczi 87' (11-esből) Barczi 89' Vermes 22' Szokol 57' |

| Széktói Stadion, Kecskemét Nézőszám: 3 000 Játékvezető: Solymosi Péter (magyar) |

Kecskeméti TE: Ribánszki – Némedi, Gagya, Balogh B., Mohl – Savić - Bori (Tököli, 66.), Alempijević (Patvaros, 83.), Cukić, Foxi (Csordás, 83.) - Litsingi
Újpest FC: Balajcza – Szokol (Kiss Z., 57.), Takács Z., Vermes, Pollák – Simek (Simon K., 71.), Mitrović, Egereszegi, Böőr – Rajczi, Tisza (Barczi, 71.)
| 14. forduló 2010. november 13. 17:30 |

| Újpest                                                      | 3 – 1               | Budapest Honvéd       |
| ----------------------------------------------------------- | ------------------- | --------------------- |
| Hajdú 40' (öngól) Böőr 45' Rajczi 53' (11-esből) Pollák 19' | (2 – 0) Jegyzőkönyv | Bajner 82' Danilo 52' |

| Szusza Ferenc Stadion, Budapest Nézőszám: 2 791 Játékvezető: Vad II. István (magyar) |

| 15. forduló 2010. november 21. 17:30 |

| Videoton         | 1 – 0               | Újpest                 |
| ---------------- | ------------------- | ---------------------- |
| Nikolics 77' 78' | (0 – 0) Jegyzőkönyv | Tisza 41' Mitrović 75' |

| Sóstói Stadion, Székesfehérvár Nézőszám: 5 145 Játékvezető: Szabó Zsolt (magyar) Asszisztensek: Ring György Albert István |

| 16. forduló 2010. november 28. 17:30 |

| Győri ETO                         | 2 – 1               | Újpest                                       |
| --------------------------------- | ------------------- | -------------------------------------------- |
| Bugerra 42' Ceolin 87' Völgyi 55' | (1 – 0) Jegyzőkönyv | Simon 60' Rajczi 57' Tajthy 71' Vermes 90+2' |

| ETO Park, Győr Nézőszám: 1 000 Játékvezető: Iványi Zoltán (magyar) |

#### Tavaszi fordulók
| 17. forduló 2011. február 26. 17:30 |

| Újpest                                                      | 3 – 2               | Kaposvári Rákóczi                                  |
| ----------------------------------------------------------- | ------------------- | -------------------------------------------------- |
| Rubus 48' Lázár 52' 87' Ahjupera 32' Mitrović 39' Matoš 83′ | (0 – 2) Jegyzőkönyv | Perić 15' Hegedűs 30' 70' Zahorecz 23' Kulcsár 78' |

| Szusza Ferenc Stadion, Budapest Nézőszám: 3 276 Játékvezető: Iványi Zoltán (magyar) |

| 18. forduló 2011. március 4. 19:00 |

| Újpest                   | 1 – 1               | BFC Siófok             |
| ------------------------ | ------------------- | ---------------------- |
| Lázár 55' 47' Takács 41' | (0 – 0) Jegyzőkönyv | Novák 70' Lukács 90+1' |

| Szusza Ferenc Stadion, Budapest Nézőszám: 3 056 Játékvezető: Solymosi Péter (magyar) |

| 19. forduló 2011. március 13. 17:30 |

| Vasas                                | 1 – 0               | Újpest                           |
| ------------------------------------ | ------------------- | -------------------------------- |
| Rezes 8' Présinger 34′ Mileusnić 38' | (1 – 0) Jegyzőkönyv | Jhonnes 56' Tajthy 64' Rubus 75' |

| Illovszky Rudolf Stadion, Budapest Nézőszám: 3 000 Játékvezető: Bognár Tamás (magyar) |

| 20. forduló 2011. március 20. 17:30 |

| Újpest                                                              | 2 – 1               | MTK Budapest          |
| ------------------------------------------------------------------- | ------------------- | --------------------- |
| Ahjupera 24' 85' Balajti 58' Takács 62' Böőr 65' Kiss 84' Simek 90' | (1 – 0) Jegyzőkönyv | Kanta 74' Könyves 84' |

| Szusza Ferenc Stadion, Budapest Nézőszám: 3 300 Játékvezető: Vad II. István (magyar) |

| 21. forduló 2011. április 1. 19:00 |

| Ferencváros                                       | 1 – 0               | Újpest                                                  |
| ------------------------------------------------- | ------------------- | ------------------------------------------------------- |
| Heinz 40' Andrézinho 44' Rodenbücher 47' Rósa 56' | (1 – 0) Jegyzőkönyv | Rajczi 12' Balajti 18' Mitrović 20' Rubus 59' Lázár 82' |

| Albert Flórián Stadion, Budapest Nézőszám: 12 000 Játékvezető: Iványi Zoltán (magyar) |

| 22. forduló 2011. április 10. 17:30 |

| Újpest                      | 2 – 2               | Debreceni VSC                                                                     |
| --------------------------- | ------------------- | --------------------------------------------------------------------------------- |
| Ahjupera 45' 82' Tajthy 71' | (1 – 1) Jegyzőkönyv | Coulibaly 12' 90' Czvitkovics 64' (11-esből) Varga 43' Mijadinoszki 46' Ramos 52' |

| Szusza Ferenc Stadion, Budapest Nézőszám: 3 642 Játékvezető: Andó-Szabó Sándor (magyar) |

| 23. forduló 2011. április 15. 17:00 |

| Szolnoki MÁV                      | 1 – 0               | Újpest               |
| --------------------------------- | ------------------- | -------------------- |
| Fitos 31' Lengyel 36' Durović 45' | (1 – 0) Jegyzőkönyv | Lázár 38' Tajthy 90' |

| Tiszaligeti stadion, Szolnok Nézőszám: 1 500 Játékvezető: Radványi Ádám (magyar) |

| 24. forduló 2011. április 22. 19:00 |

| Újpest                                                                        | 4 – 2               | Zalaegerszegi TE                  |
| ----------------------------------------------------------------------------- | ------------------- | --------------------------------- |
| Ahjupera 38' 85' 90+2' Lázár 46' Balogh 49' Pollák 23' Balajti 52' Takács 61' | (1 – 0) Jegyzőkönyv | Rajcomar 66' (11-esből) Delić 88' |

| Szusza Ferenc Stadion, Budapest Nézőszám: 3 247 Játékvezető: Szabó Zsolt (magyar) |

| 25. forduló 2011. április 26. 16:30 |

| Haladás                                                 | 0 – 2               | Újpest                                                 |
| ------------------------------------------------------- | ------------------- | ------------------------------------------------------ |
| Rózsa 13' Simon 54' Halmosi 63′ Guzmics 73' Kenesei 83' | (0 – 1) Jegyzőkönyv | Lázár 44' Balajti 73' Szokol 27' Balogh 58' Pollák 89' |

| Rohonci úti stadion, Szombathely Nézőszám: 3 000 Játékvezető: Fábián Mihály (magyar) |

| 26. forduló 2011. április 30. 17:30 |

| Újpest                                          | 2 – 1               | Lombard Pápa                              |
| ----------------------------------------------- | ------------------- | ----------------------------------------- |
| Lázár 24' Ahjupera 76' Dvorschák 63' Rajczi 83' | (1 – 0) Jegyzőkönyv | Quintero 74' 90+2′ Gyömbér 39' Žuļevs 56' |

| Szusza Ferenc Stadion, Budapest Nézőszám: 3 024 Játékvezető: Oláh Gábor (magyar) |

| 27. forduló 2011. május 7. 19:00 |

| Paksi FC                              | 2 – 1               | Újpest        |
| ------------------------------------- | ------------------- | ------------- |
| Vayer 41' Böde 85' 87' Magasföldi 90' | (1 – 0) Jegyzőkönyv | Lázár 64' 68' |

| Fehérvári úti stadion, Paks Nézőszám: 3 500 Játékvezető: Kovács J. Zoltán (magyar) |

| 28. forduló 2011. május 11. 17:00 |

| Újpest                                                                 | 2 – 1               | Kecskeméti TE                                                        |
| ---------------------------------------------------------------------- | ------------------- | -------------------------------------------------------------------- |
| Takács 35' (11-esből) 45' Lázár 90+4' (11-esből) Balogh 63' Tajthy 87' | (1 – 1) Jegyzőkönyv | Tököli 24' Mohl 34' Čukić 40' Ribánszki 72' Radanović 72′ Gyagya 84' |

| Szusza Ferenc Stadion, Budapest Nézőszám: 2 512 Játékvezető: Kovács Gábor (magyar) |

| 29. forduló 2011. május 14. 15:00 |

| Budapest Honvéd                            | 1 – 4               | Újpest                                                   |
| ------------------------------------------ | ------------------- | -------------------------------------------------------- |
| Danilo 57' Horváth 40' Hajdú 50' Botis 68' | (0 – 3) Jegyzőkönyv | Ahjupera 9' Balogh 36' Balajti 40' Rajczi 88' Tajthy 38' |

| Bozsik József Stadion, Budapest Nézőszám: 2 000 Játékvezető: Vad II. István (magyar) |

| 30. forduló 2011. május 22. 17:30 |

| Újpest                                  | 1 – 0               | Videoton  |
| --------------------------------------- | ------------------- | --------- |
| Ahjupera 14' Litauszki 23' Mitrović 87' | (1 – 0) Jegyzőkönyv | Vaskó 21' |

| Szusza Ferenc Stadion, Budapest Nézőszám: 3 500 Játékvezető: Veizer Roland (magyar) Asszisztensek: Varga Zsolt dr. Berettyán Péter |

#### Végeredmény
| #   | Csapat              | M  | GY | D  | V  | G+ – G– | GK  | P                                                      | Megjegyzések                                   |
| --- | ------------------- | -- | -- | -- | -- | ------- | --- | ------------------------------------------------------ | ---------------------------------------------- |
| 1.  | Videoton (B)        | 30 | 18 | 7  | 5  | 59–29   | +30 | 61                                                     | 2011–2012-es Bajnokok Ligája – 2. selejtezőkör |
| 2.  | Paks                | 30 | 17 | 5  | 8  | 54–38   | +16 | 56                                                     | 2011–2012-es Európa-liga – 1. selejtezőkör     |
| 3.  | Ferencváros         | 30 | 15 | 5  | 10 | 50–43   | +7  | 50                                                     | 2011–2012-es Európa-liga – 1. selejtezőkör     |
| 4.  | Zalaegerszegi TE    | 30 | 14 | 6  | 10 | 51–47   | +4  | 48 \|rowspan="8" style="background-color: #fafafa;" \| |                                                |
| 5.  | Debreceni VSCCV, K  | 30 | 12 | 10 | 8  | 53–43   | +10 | 46                                                     |                                                |
| 6.  | Újpest              | 30 | 13 | 6  | 11 | 50–38   | +12 | 45                                                     |                                                |
| 7.  | Kaposvári Rákóczi   | 30 | 13 | 4  | 13 | 41–42   | −1  | 43                                                     |                                                |
| 8.  | Haladás             | 30 | 11 | 8  | 11 | 42–36   | +6  | 41                                                     |                                                |
| 9.  | Győri ETO           | 30 | 10 | 11 | 9  | 40–35   | +5  | 41                                                     |                                                |
| 10. | Budapest Honvéd     | 30 | 11 | 7  | 12 | 36–39   | −3  | 40                                                     |                                                |
| 11. | Vasas               | 30 | 11 | 7  | 12 | 34–46   | −12 | 40                                                     |                                                |
| 12. | Kecskeméti TE (KGY) | 30 | 11 | 3  | 16 | 51–56   | −5  | 36                                                     | 2011–2012-es Európa-liga – 2. selejtezőkör1    |
| 13. | Lombard Pápa        | 30 | 10 | 5  | 15 | 39–52   | −13 | 35 \|rowspan="2" style="background-color: #fafafa;" \| |                                                |
| 14. | BFC SiófokÚ         | 30 | 8  | 10 | 12 | 29–41   | −12 | 34                                                     |                                                |
| 15. | MTK Budapest (K)    | 30 | 8  | 6  | 16 | 35–49   | −14 | 30                                                     | NB II                                          |
| 16. | Szolnoki MÁVÚ (K)   | 30 | 5  | 6  | 19 | 26–56   | −30 | 21                                                     | NB II                                          |

Utolsó frissítés: 2011. május 22. 
Forrás: MLSZ adatbank 
A rangsorolás alapszabályai: 1. összpontszám, 2. győzelmek száma, 3. gólkülönbség, 4. szerzett gólok száma, 5. egymás elleni eredmények összpontszáma,  6. egymás elleni eredmények gólkülönbsége, 7. egymás elleni eredmények szerzett góljainak száma, 8. egymás elleni eredmények idegenben szerzett góljainak száma.
1 A Kecskeméti TE a 2011–2012-es Európa-liga 2. selejtezőkörében indulhat, kupagyőztesként.
(B): Bajnokcsapat, (K): Kieső csapat, (F): Feljutó csapat, (I): Kupainduló, (R): A rájátszás győztese, (KGY): Kupagyőztes

#### Eredmények összesítése
Az alábbi táblázatban összesítve szerepelnek az Újpest FC 2010/11-es bajnokságban elért eredményei.
| Ősz/tavasz (forduló)    | Otthon | Otthon | Otthon | Otthon | Otthon | Otthon | Otthon | Idegenben | Idegenben | Idegenben | Idegenben | Idegenben | Idegenben | Idegenben |
| Ősz/tavasz (forduló)    | M      | GY     | D      | V      | LG–KG  | GK     | P      | M         | GY        | D         | V         | LG–KG     | GK        | P         |
| ----------------------- | ------ | ------ | ------ | ------ | ------ | ------ | ------ | --------- | --------- | --------- | --------- | --------- | --------- | --------- |
| Őszi szezon (1–16.)     | 7      | 4      | 2      | 1      | 17–7   | +10    | 14     | 9         | 1         | 2         | 6         | 9–15      | –6        | 5         |
| Tavaszi szezon (17–30.) | 8      | 6      | 2      | 0      | 17–10  | +7     | 20     | 6         | 2         | 0         | 4         | 7–6       | +1        | 6         |
| Összesen (1–30.)        | 15     | 10     | 4      | 1      | 34–17  | +17    | 34     | 15        | 3         | 2         | 10        | 16–21     | –5        | 11        |

#### Helyezések fordulónként
| Forduló  | 1  | 2  | 3 | 4 | 5 | 6  | 7  | 8  | 9 | 10 | 11 | 12 | 13 | 14 | 15 | 16 | 17 | 18 | 19 | 20 | 21 | 22 | 23 | 24 | 25 | 26 | 27 | 28 | 29 | 30 |
| -------- | -- | -- | - | - | - | -- | -- | -- | - | -- | -- | -- | -- | -- | -- | -- | -- | -- | -- | -- | -- | -- | -- | -- | -- | -- | -- | -- | -- | -- |
| Helyszín | O  | I  | I | O | I | O  | I  | O  | I | O  | I  | O  | I  | O  | I  | I  | O  | O  | I  | O  | I  | O  | I  | O  | I  | O  | I  | O  | I  | O  |
| Eredmény | D  | GY | D | D | V | GY | D  | GY | V | GY | V  | V  | V  | GY | V  | V  | GY | D  | V  | GY | V  | D  | V  | GY | GY | GY | V  | GY | GY | GY |
| Helyezés | 11 | 6  | 8 | 8 | 9 | 8  | 10 | 7  | 9 | 6  | 9  | 10 | 10 | 9  | 9  | 11 | 9  | 9  | 11 | 10 | 11 | 11 | 13 | 12 | 10 | 8  | 9  | 7  | 7  | 6  |

Helyszín: O = Otthon; I = Idegenben. Eredmény: GY = Győzelem; D = Döntetlen; V = Vereség.

### Magyar kupa
| 4. forduló 2010. október 27. 14:30 |

| Bőcs KSC            | 1 – 5               | Újpest                                            |
| ------------------- | ------------------- | ------------------------------------------------- |
| Etogo 55' Lázár 44' | (0 – 3) Jegyzőkönyv | 11' Tisza 13' Matoš 45' Simek 62' Tisza 79' Matoš |

| MSE Sporttelep, Mezőkövesd Nézőszám: 400 Játékvezető: Takács János (magyar) |

Bőcs: Hamar – Lázár (Zsarnai, 67.), Rubint, Sipos (Tóth K., 58.), Úr – Katona, Hajdú, Nyircsák, Jeremiás – Enescu, Etogo (Ondó, 78.)
Újpest: Balajcza – Szokol, Vermes, Pollák, Kovács D. – Mitrovics, Egerszegi (Böőr, 58.) – Simek (Barczi, 46.), Matos, Simon (Magos, 63.) – Tisza
| 5. forduló Első mérkőzés 2010. november 9. 17:00 |

| Lombard Pápa                                         | 1 – 3               | Újpest                                |
| ---------------------------------------------------- | ------------------- | ------------------------------------- |
| Bárányos 45' Farkas 8' Marić 44' Rebryk 67' Tóth 81' | (1 – 1) Jegyzőkönyv | Tisza 30' 74' Mitrović 68' Vermes 44' |

| Perutz Stadion, Pápa Nézőszám: 800 Játékvezető: Oláh Gábor (magyar) |

| 5. forduló Visszavágó 2011. március 1. 18:00 |

| Újpest                                         | 3 – 1               | Lombard Pápa |
| ---------------------------------------------- | ------------------- | ------------ |
| Sitku 58' Mitrović 63' Lázár 81' Egerszegi 61' | (0 – 0) Jegyzőkönyv | Bali 82'     |

| Szusza Ferenc Stadion, Budapest Nézőszám: 1 178 Játékvezető: Veizer Roland (magyar) |

| 6. forduló Első mérkőzés 2011. március 8. 18:00 |

| Újpest                            | 2 – 3               | Kaposvári Rákóczi                      |
| --------------------------------- | ------------------- | -------------------------------------- |
| Lázár 33' Ahjupera 60' Szokol 45' | (1 – 2) Jegyzőkönyv | Grumić 20' 38' Balázs 64' Petrazzi 72' |

| Szusza Ferenc Stadion, Budapest Nézőszám: 1 152 Játékvezető: Kassai Viktor (magyar) |

| 6. forduló Visszavágó 2011. március 16. 17:00 |

| Kaposvári Rákóczi                   | 2 – 2               | Újpest                                                                |
| ----------------------------------- | ------------------- | --------------------------------------------------------------------- |
| Zsók 20' Kulcsár 73' 73' Kovács 79' | (1 – 0) Jegyzőkönyv | Böőr 62' 31' Sitku 86' Dvorschák 16' Rajczi 47′ Kiss 59' Mitrović 88′ |

| Rákóczi Stadion, Kaposvár Nézőszám: 1 000 Játékvezető: Solymosi Péter (magyar) |

### Ligakupa

#### Csoportkör (D csoport)
| 2010. július 24. 20:00 |

| Kaposvári Rákóczi   | 1 – 1               | Újpest               |
| ------------------- | ------------------- | -------------------- |
| Oláh 23' Lipusz 89' | (1 – 0) Jegyzőkönyv | Simon 56' Tajthy 45′ |

| Rákóczi Stadion, Kaposvár Nézőszám: 500 Játékvezető: Solymosi Péter (magyar) |

Kaposvár: Kovács Z. – Okuka, Grúz (Petrók, 79.), Zsók, Kovácsevics (Gujics, 62.) – Pavlovics (Lipusz, 74.), Pedro, Balázs (Hegedűs, 89.), Dzsavad – Kulcsár (Zsolnai, 67.), Oláh
Újpest: Balajcza – Szokol, Vermes, Takács Z., Kiss Z. – Privigyei (Bognár, 79.), Egerszegi (Rubus, 90.), Tajthy, Simon K. (Banai, 86.) – Sitku, RajczI
| 2010. július 29. 18:00 |

| Újpest                    | 2 – 3               | BFC Siófok                                            |
| ------------------------- | ------------------- | ----------------------------------------------------- |
| Tisza 16' 38' Horváth 50' | (2 – 1) Jegyzőkönyv | Roni 31' Lukács 49' Délczeg 69' Kocsis 59' Sallér 63' |

| Szusza Ferenc Stadion, Budapest Nézőszám: 500 Játékvezető: Szilasi Szabolcs (magyar) |

Újpest: Horváth – Szalai, Rubus, Dvorschák, Pollák (Litauszki, 46.) – Banai, Matos (Böőr, 68.) – Privigyei (Popovics, 46.), Bognár, Frank – Tisza (Szabó, 46.)
Siófok: Szalma – Márton, Sallér, Tusori, László – Lukács (Gyarmati, 90.) Tóth (Pécseli, 46.) Horváth, Roni (Magyar, 64.) – Délczeg, (Varga, 75.) Kocsis (Szesztrás, 89.)
| 2010. december 1. 14:00 |

| Újpest                             | 3 – 1               | Kaposvári Rákóczi |
| ---------------------------------- | ------------------- | ----------------- |
| Balogh 35' Litauszki 83' Lázár 89' | (1 – 1) Jegyzőkönyv | Zahorecz 4'       |

| Illovszky Rudolf Stadion, Budapest Játékvezető: Németh Ádám (magyar) |

| 2010. december 8. 13:00 |

| BFC Siófok         | 1 – 0               | Újpest                           |
| ------------------ | ------------------- | -------------------------------- |
| Tóth 72' Novák 77' | (0 – 0) Jegyzőkönyv | Pollák 24' Tajthy 60' Szalai 72' |

| Révész Géza utcai stadion, Siófok Játékvezető: Berke Balázs (magyar) |

#### A D csoport végeredménye
| Színmagyarázat | Színmagyarázat                                                 |
| -------------- | -------------------------------------------------------------- |
|                | A csoportelső bejutott a negyeddöntőbe.                        |
|                | A csoport többi helyezettje nem folytathatta a kupaszereplést. |

| Csapat            | M | Gy | D | V | G+ | G– | Gk | P  |
| ----------------- | - | -- | - | - | -- | -- | -- | -- |
| BFC Siófok        | 4 | 3  | 1 | 0 | 8  | 3  | +5 | 10 |
| Újpest            | 4 | 1  | 1 | 2 | 6  | 6  | 0  | 4  |
| Kaposvári Rákóczi | 4 | 0  | 2 | 2 | 3  | 8  | –5 | 2  |

## Lásd még
- 2010–11 a magyar labdarúgásban